# Chelonus gladiclypis
Chelonus gladiclypis är en stekelart som först beskrevs av Ji och Chen 2003.  Chelonus gladiclypis ingår i släktet Chelonus och familjen bracksteklar. Inga underarter finns listade i Catalogue of Life.